# People for the Ethical Treatment of Animals
People for the Ethical Treatment of Animals (in italiano: Persone per il Trattamento Etico degli Animali), spesso abbreviato nell'acronimo PETA, è un'organizzazione non-profit a sostegno dei diritti animali.

## Storia
Fu fondata nel 1980 da Ingrid Newkirk e Alex Pacheco, ispirati dal libro di Peter Singer Liberazione animale. La Newkirk è ancora oggi alla guida dell'organizzazione, che ha la sua sede centrale a Norfolk in Virginia. In tutto il mondo, secondo i dati forniti dall'organizzazione stessa, la PETA conta 800 000 membri e oltre 100 impiegati. Oltre che negli Stati Uniti, la PETA ha uffici nel Regno Unito, in India, in Germania, nei Paesi Bassi e in Asia.
La PETA concentra i propri sforzi nella lotta a quattro pratiche: l'allevamento intensivo, la vivisezione (o la sperimentazione sugli animali), l'allevamento di animali da pelliccia e l'uso di animali nell'industria del divertimento. Altri sforzi minori sono volti a combattere la pesca, la pratica della disinfestazione (per esempio nei confronti dei ratti), il combattimento di galli e così via.

## Scopi e filosofia
La filosofia della PETA è così sintetizzata:
La PETA crede che agli animali vadano garantiti alcuni diritti fondamentali, e il rispetto dei loro interessi a prescindere da considerazioni di utilità per gli esseri umani. Come voi, gli animali sono capaci di soffrire e hanno scopi nella loro vita; di conseguenza, non sono a nostra disposizione per l'uso come cibo, abbigliamento, divertimento, sperimentazione o per qualsiasi altro scopo
Il presidente Newkirk ebbe a dire: se parliamo di sensazioni come dolore, paura, fame e sete, un ratto è un maiale è un cane è un ragazzo. A lungo termine, la PETA sostiene l'abolizione dello sfruttamento degli animali in qualsiasi forma e a qualsiasi scopo, e sposa la posizione filosofica dei sostenitori dei diritti animali. Nel breve termine, sostiene posizioni di solidarietà verso gli animali (animal welfare) e opera a favore della riforma delle industrie che utilizzano animali. La PETA è una forte sostenitrice dello stile di vita vegano.

## Campagne contro aziende
La PETA è famosa per il suo uso aggressivo dei mass media, di cortei e dimostrazioni, e per gli attacchi contro le grandi società sospettate di maltrattare gli animali. Finì per la prima volta sotto i riflettori in seguito alla pubblicazione dei risultati di una inchiesta in incognito condotta da Pacheco, in cui si documentavano numerosi casi di abuso e negligenza nella sperimentazione scientifica su primati. Questa indagine portò alla prima condanna di un laboratorio di sperimentazione per il reato di abuso sugli animali. Nel 1983 la PETA condusse una vittoriosa campagna contro il Dipartimento della Difesa degli Stati Uniti, che aveva progettato una serie di test di armamenti su cani e capre.
Nel 2000 una nuova campagna di successo fu condotta contro McDonald's, costringendo la catena di fast food ad aderire a nuovi standard di rispetto per gli animali. Nel 2001, un'azione analoga fu intrapresa nei confronti di Burger King. Dopo mesi di pressioni sui mass media, anche Burger King scese a compromessi con la PETA. I nuovi standard imposti dall'organizzazione della Newkirk includevano limiti inferiori sulle dimensioni delle gabbie per le galline e prevedevano la possibilità di eseguire ispezioni a sorpresa nei mattatoi.
Altre campagne celebri sono quelle contro la catena Kentucky Fried Chicken (KFC), quelle contro Nintendo nel 2011 e nel 2012 (periodo in cui venne criticata la serie videoludica Pokémon, in primis sostenendo che gli allenatori maltrattassero i propri Pokémon, usandoli come cavie, e secondariamente criticando il fatto che i Pokémon fossero catturati tramite le Poké Ball, strumenti definiti da PETA "gabbie per animali"), contro la PETCO e contro la Procter & Gamble o contro gli allevatori di pecore e le ditte che utilizzano lana prodotta da chi usa la pratica del mulesing.

## Sensibilizzazione dell'opinione pubblica
Un'altra industria nel mirino della PETA è quella delle pellicce. Spesso usando VIP seminudi come testimonial, la PETA diffonde lo slogan "preferirei andare in giro nudo che indossare una pelliccia". Un'altra campagna, rivolta ai bambini, utilizzava lo slogan "tua mamma uccide gli animali".
Oltre a campagne contro abusi conclamati o sospettati nei confronti degli animali, la PETA si batte a favore del vegetarianismo. È celebre la sua posizione a proposito di Gesù Cristo, del quale si sostiene che fosse vegetariano. Anche altri temi a sfondo cristiano sono stati usati dalla propaganda della PETA: per esempio, manifesti che rappresentano un maiale e la scritta: "è morto per i vostri peccati" (he died for your sins). Una posizione simile a quella adottata dalla FARM, fondata nel 1981 da Alex Hershaft, quest'ultima, però, interamente vegana.
Un'altra campagna celebre della PETA è quella detta Lettuce Ladies ("signore di lattuga"), in cui donne celebri (per esempio modelle di Playboy) appaiono vestite in costumi da ceppi di lattuga e propagandano la dieta vegana.
La campagna più discussa si chiamava Holocaust on Your Plate ("l'olocausto nel tuo piatto"), che cercava di scuotere l'opinione pubblica attraverso l'analogia fra il trattamento riservato agli animali da allevamento e le angherie subite dagli ebrei nei campi di concentramento nazisti durante l'Olocausto. Questa campagna fu severamente condannata dalla Anti-Defamation League (ADL). In un'altra campagna, la PETA utilizzò invece l'analogia con la tratta degli schiavi neri.
Sempre allo scopo di suscitare rumore e discussione, la PETA intraprende di quando in quando campagne con scopi in qualche modo paradossali, per esempio chiedendo a intere città di cambiare nome, tra cui Fishkill, Hamburg, e Commerce City.

## Controversie

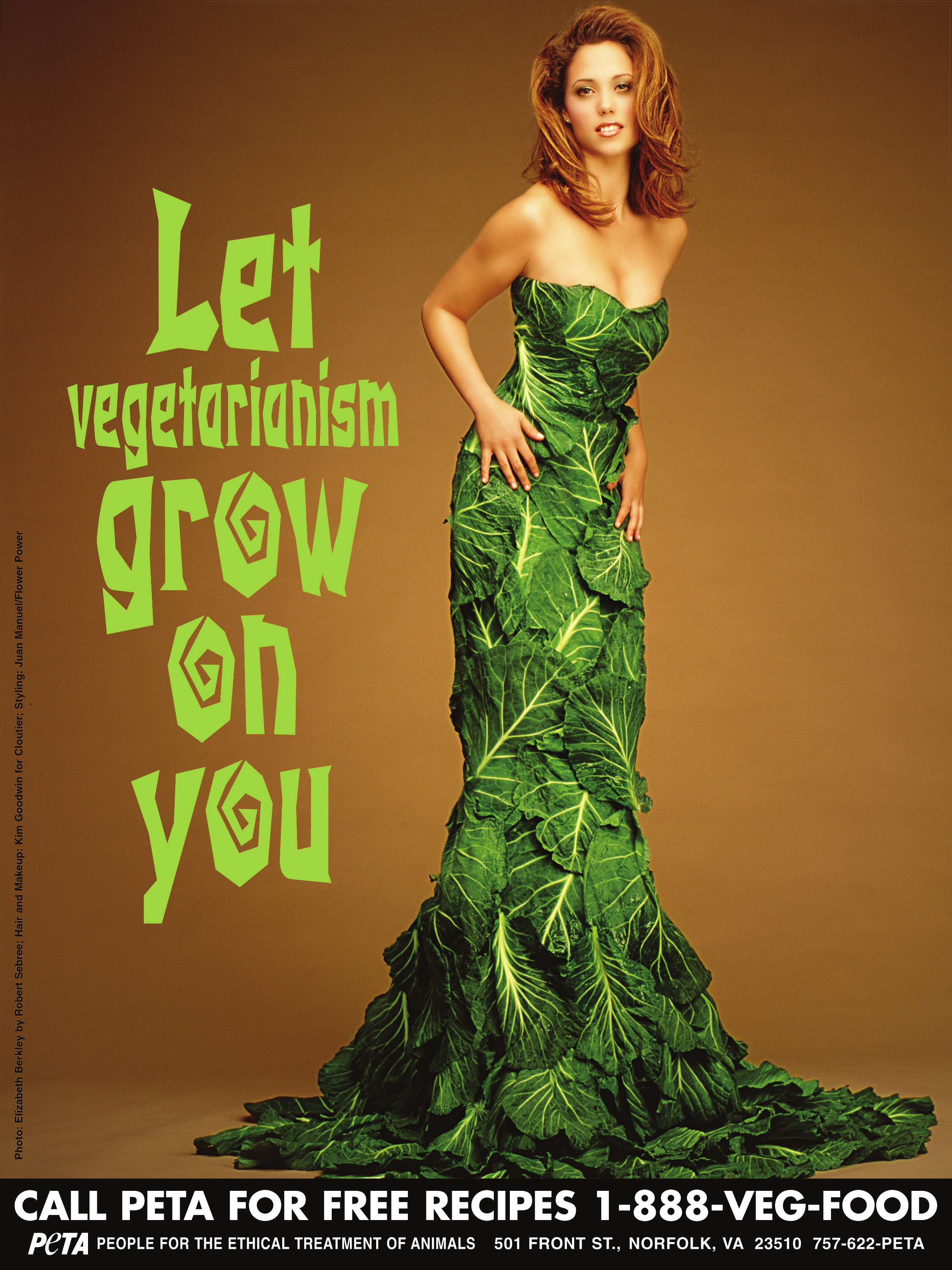
Manifesto con Elizabeth Berkley pro dieta vegetariana

Le opinioni riguardo all'azione della PETA sono molto varie. Se i suoi sostenitori lodano il fatto che l'organizzazione sia riuscita ad attirare l'attenzione del pubblico sulla questione animale, favorendo anche la diffusione del veganismo, e che abbia ottenuto numerosi risultati pratici (inclusa la chiusura del più grande mattatoio degli Stati Uniti), non mancano le voci critiche contro il suo operato. L'organizzazione viene accusata di aver finanziato gruppi ecoterroristici come l'Animal Liberation Front e la Earth Liberation Front, generalmente condannati dall'opinione pubblica. Lo stesso Pacheco avrebbe dichiarato pubblicamente che, per la causa animale, reati come il furto o la distruzione di beni di proprietà altrui sono accettabili.
Anche alcune posizioni della PETA sulla libertà degli animali sono criticate. Gli avversari di questa organizzazione per esempio ricordano che la PETA sosteneva la liberazione di due scimmie malate di AIDS, sostenendo che il pericolo che queste costituivano per la popolazione umana locale non implicava il diritto di tenerle imprigionate. Un'altra accusa spesso rivolta alla PETA riguarda il fatto che il suo uso dei massmedia sarebbe talvolta immorale in quanto rivolto verso gruppi vulnerabili. Un esempio in questo senso fu la campagna diretta alle adolescenti inglesi aspramente criticata in quanto i prodotti derivati dal latte venivano accusati di provocare obesità, acne e altri disturbi particolarmente sgradevoli per gli adolescenti.

### Accuse di eutanasia sistematica
Una delle accuse maggiormente rivolta alla PETA è quella di sottoporre a eutanasia buona parte degli animali che vengono ospitati nei suoi rifugi. Diverse inchieste giornalistiche hanno evidenziato come membri dell'associazione abbiano nel corso degli anni sottoposto a eutanasia in maniera sistematica cani, gatti ed animali di compagnia, alcuni dei quali non sofferenti ma anzi facilmente adottabili, come i cuccioli, gettandoli poi nei cassonetti della spazzatura. Svariati membri di PETA sono stati coinvolti in procedimenti giudiziari con accuse di maltrattamento e uccisione di animali.
Nel 2010, una relazione del Dipartimento dell'Agricoltura della Virginia ha stimato che, nei rifugi ispezionati, circa il 90% degli animali venisse sottoposto a eutanasia entro le prime ventiquattro ore dall'arrivo in rifugio. Il gruppo Peta Kills Animals, dopo aver ottenuto dal medesimo dipartimento i dossier delle ispezioni annuali ai rifugi, ha evidenziato che dal 1998 al 2019 la PETA avrebbe sottoposto ad eutanasia l'83,5% dei cani e gatti tenuti in custodia nei rifugi dell'associazione della Virginia. L'elevato tasso di eutanasia praticato da PETA nello stato americano avrebbe indotto i legislatori locali ad approvare una norma che permette di definire "rifugi per animali privati" solo le strutture il cui scopo principale è trovare una sistemazione permanente "in questa vita, e non nell'altra". Tale norma ha seriamente ridimensionato l'accesso ai farmaci necessari all'eutanasia da parte della PETA, e di conseguenza il ricorso all'eutanasia nei suoi rifugi.
La PETA si è difesa dalle accuse sostenendo che l'eutanasia viene effettuata solo in casi di animali anziani, feriti, malati o morenti, e che il numero di animali che l'associazione aiuta in vari modi è assai maggiore rispetto a quelli che subiscono l'eutanasia.